# 琉球雙線鼬鳚
琉球雙線鼬鳚（学名：Dinematichthys riukiuensis），又名深海鼬魚，为深海鼬魚科雙線鼬鳚屬下的一个种。